# Pohlia chilensis
Pohlia chilensis är en bladmossart som beskrevs av Arthur Jonathan Shaw 1987. Pohlia chilensis ingår i släktet nickmossor, och familjen Bryaceae. Inga underarter finns listade i Catalogue of Life.